# Risky Business (film 1920)
Risky Business è un film muto del 1920 diretto da Rollin S. Sturgeon e da Harry B. Harris che lo sostituì sul set quando Sturgeon cadde malato.

## Produzione
Il film fu prodotto dall'Universal Film Manufacturing Company con il titolo di lavorazione The Flip Flapper.

## Distribuzione
Il copyright del film, richiesto dalla Universal Film Mfg. Co., Inc., fu registrato il 20 novembre 1920 con il numero LP15818.
Distribuito dalla Universal Film Manufacturing Company, il film uscì nelle sale statunitensi nel dicembre 1920.
Non si conoscono copie ancora esistenti della pellicola che viene considerata presumibilmente perduta.